# Navadna striga
Navadna striga (znanstveno ime Lithobius forficatus) je pogosta vrsta strig, ki je razširjena tudi v Sloveniji.

## Opis
Odrasle živali so kostanjevo rjave barve in dosežejo dolžino med 18 in 30 mm, v širino pa merijo do 4 mm. 
Ob izleganju imajo sedem parov nog, ob vsaki levitvi pa se jim razvije nov člen telesa z novim parom nog. Živijo med pet in šest let.